# Euscorpius altadonnai
Espèce
Euscorpius altadonnai est une espèce de scorpions de la famille des Euscorpiidae.

## Distribution
Cette espèce est endémique d'Italie. Elle se rencontre dans l’extrême Nord-Est de la Sicile et dans le Sud de la Calabre.

## Étymologie
Cette espèce est nommée en l'honneur de Giovanni Altadonna.

## Publication originale
- Tropea, 2017 : Reconsideration of some populations of Euscorpius sicanus complex in Italy (Scorpiones: Euscorpiidae). Arachnida - Rivista Aracnologica Italiana, vol. 3, no 11, p. 2-60.